# Sidney Bernstein, Baron Bernstein
Sidney Lewis Bernstein, Baron Bernstein (* 30. Januar 1899 in Ilford, Essex; † 5. Februar 1993 in London) war ein britischer Medienunternehmer.

## Familiärer Hintergrund
Die jüdischen Vorfahren von Sidney Bernstein stammten aus Russland, von wo sie vor Unterdrückung und Pogromen geflohen waren. Der Vater von Bernstein, Alexander Bernstein, war ursprünglich im Lederhandel tätig, zeigte aber viel geschäftliches Geschick auch auf anderen Gebieten. Alexander Bernstein, Vater von acht Kindern, kaufte mit Vorliebe Immobilien auf Zwangsversteigerungen auf. So erwarb er einmal eine Siedlung mit 600 Häusern für 270 Pfund und ließ diese aufwändig renovieren, was sich als finanziell lohnend erwies. Zudem kaufte er in den folgenden Jahren insgesamt acht Theater. 
Sidney Bernstein verließ die Schule auf Wunsch seines Vaters mit 15 Jahren, um berufliche Praxis zu erwerben. Schon früh wurde ihm von seinem Vater die alleinige Verantwortung für ein Kino übertragen. Nachdem sein älterer Bruder Selim im Ersten Weltkrieg gefallen war, rückte Bernstein als nun ältester Bruder in der Erbfolge auf.

## Beruflicher Werdegang
Nach dem Tode seines Vaters im Jahre 1922 erbte Sidney Bernstein den Immobilienbesitz seines Vaters; alle seine Brüder waren im Familienunternehmen beschäftigt, aber Sidney leitete es. Gemeinsam mit seinem Bruder Cecil baute er eine erfolgreiche Kette von Kinos und Theatern auf. Ihr Unternehmen umfasste schließlich Beteiligungen an Verlagen, Immobilien, Raststätten, Supermärkte, Bowlingbahnen wie auch eine höchst profitable Vermietung von Fernsehen. 
Bernstein erkannte schon früh das kommerzielle Potential des Fernsehen, aber seine sozialistischen Prinzipien hinderten ihn zunächst daran, die Monopolstellung der BBC anzugreifen. Er war der Meinung, dass das Fernsehen eine derartige Macht über die Meinung von Menschen haben könne, dass man es nicht privaten Personen oder Unternehmen überlassen solle. Er war sein ganzes Leben lang ein überzeugter Sozialist und laut MI5 wurde er während des Zweiten Weltkriegs als „Sicherheitsrisiko“ betrachtet, da er viele kommunistische Freunde hatte. Trotz dieser Bedenken arbeitete er von 1940 bis 1945 als Ratgeber für das britische Informationsministerium.
Nach dem Krieg hielt sich Bernstein für rund fünf Jahre in den Vereinigten Staaten auf, wo er gemeinsam mit Alfred Hitchcock die Firma Transatlantic Pictures gründete und zwei Filmprojekte verwirklichte. Das Unternehmen ging jedoch Konkurs, da beide Filme, die heute als Klassiker gelten, finanzielle Misserfolge waren.
In dieser Zeit zerbrach Bernstein Ehe mit der Journalistin Zoe Farmer, die er 1936 geheiratet hatte.

### Granada Television

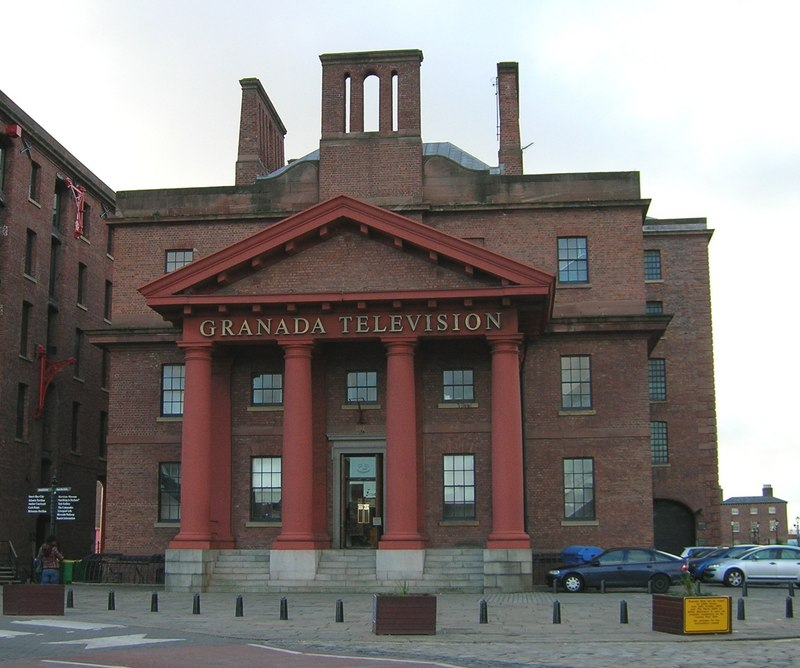
Die Granada-Gebäude in Liverpool

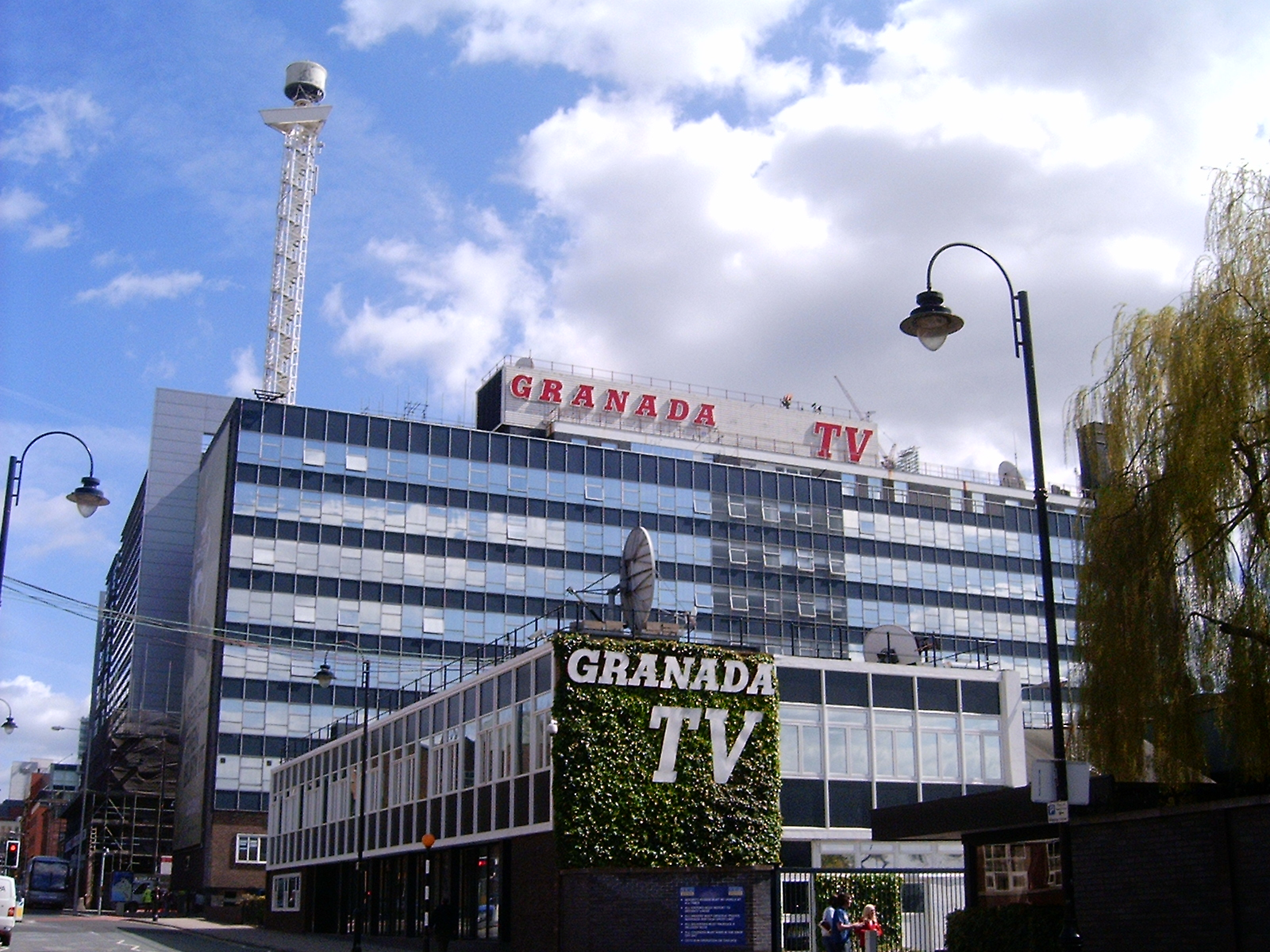
Die Hauptverwaltung von Granada in Manchester im Jahre 2006. Sie wurde im Juni 2013 geschlossen.

Als 1954 in Großbritannien Lizenzen für Privatfernsehen vergeben wurden, erhielt Sidney Bernstein die Lizenz, im Norden Englands kommerzielles Fernsehen auszustrahlen. Diese unternehmerische Entscheidung begründete Granada 1961 vor dem  Pilkington Committee on Broadcasting: „Der Norden und London waren die beiden größten Regionen. Granada zog den Norden wegen seiner einheimischen kulturellen Tradition vor und weil sich eine Chance eröffnete, außerhalb der großstädtischen Atmosphäre von London eine neue kreative Industrie aufzubauen.“ Gerüchte besagen allerdings, dass Bernstein in den Norden Englands ging, weil es dort viel regnet und deshalb die Menschen dort besonders viel Fernsehen schauen würden.
Um sein Ziel zu erreichen, gab Bernstein 1954 den Bau der ersten Fernsehstudios in Großbritannien in Auftrag. Auf seinen Wunsch hin erhielten die Studios einen weißen vergitterten Turm in Form eines Sendeturms. Gemälde aus der Kunstsammlung von Bernstein und Porträts von Showgrößen wie Edward R. Murrow und P. T. Barnum zierten die Studiowände, um, so Bernstein, die Mitarbeiter von Granada zu inspirieren.
Trotz aller Einwände gegen die Lizenzierung eines Unternehmens mit offenkundig linksgerichteten Tendenzen nahm Granada im Mai 1956 seine Ausstrahlungen auf. Der Slogan lautete From the North, und der neue Distrikt wurde als Granadaland bezeichnet. Die erste Sendung war auf Wunsch von Bernstein eine Hommage an die BBC, deren Geschichte er immer bewundert hatte. Im Januar 1957 wurden die zehn beliebtesten Programme im Norden von Granada ausgestrahlt. 1962 war Granada der erste Sender, der die Beatles auf den Bildschirm brachte. Eine der beliebtesten Serien des Senders war die Soap Opera Coronation Street, von der sowohl Bernstein wie auch sein Bruder Cecil anfangs nicht begeistert waren. Den Idealen des Gründers entsprachen eher solche Dokumentationen wie World in Action, Disappearing World, und What the Papers Say.
Im ersten Jahr von Granada machte das Unternehmen einen Umsatz von 218.204 Pfund, 1980 waren es 43 Millionen.

## Spätere Jahre
1969 wurde Sidney Bernstein zum Life Peer erhoben als Baron Bernstein, of Leigh in the County of Kent. In den 1970er Jahren gab er die Verantwortung für das TV-Unternehmen ab, und 1979 trat er ganz aus dem Unternehmen zurück. Nachfolger wurde Alexander Bernstein, Sohn seines Bruders Cecil.  Er wurde Vorsitzender des Royal Exchange Theatre in Manchester; er wurde zum Fellow des  British Film Institute  ernannt und erhielt 1984 den  International Emmy Directorate Award.

## Persönliches
Bernstein war ein leidenschaftlicher Kunstsammler; seine Gemälde hinterließ er der Manchester Art Gallery, darunter Werke von Marc Chagall and Amedeo Modigliani.
Seit 1954 war Sidney Bernstein mit seiner zweiten Frau Sandra Malone verheiratet. Mit 56 Jahren wurde er erstmals Vater, das Paar hatte einen Sohn und zwei Töchter.

## Filmografie
- Cocktail für eine Leiche (1948) (Produzent), Regie: Alfred Hitchcock
- Sklavin des Herzens (1949) (Produzent), Regie: Alfred Hitchcock
- German Concentration Camps Factual Survey (1945) (Produzent), Dokumentarfilm über die Befreiung der deutschen Konzentrationslager. Erstmals 1984 unter dem Titel Memory of the Camps veröffentlicht.
- Frontline (Produzent) (1 Episode einer US-Fernsehserie)